# أتيموزتلي

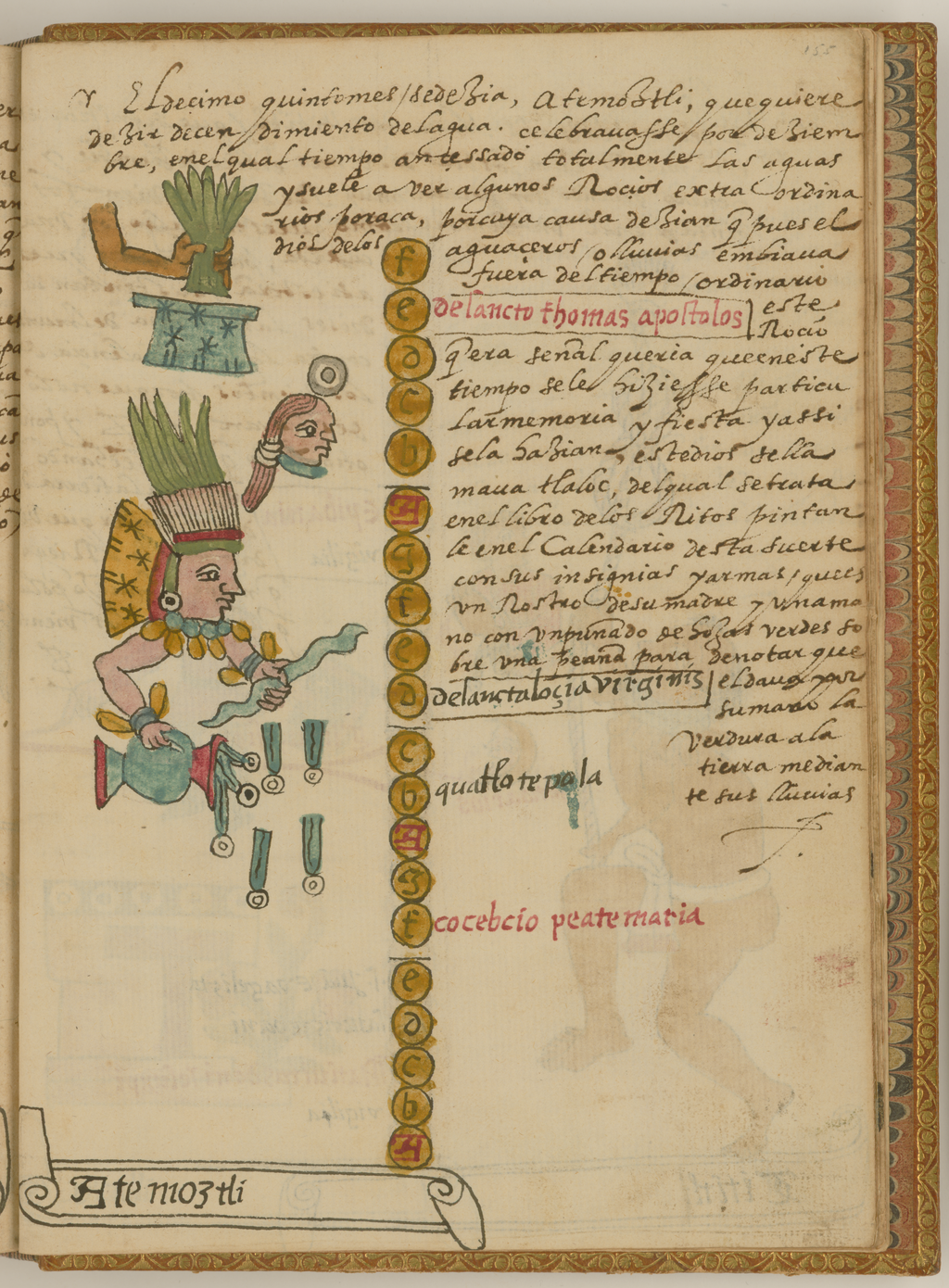
أتيموزتلي، الشهر السادس عشر من التقويم الشمسي للأزتك

أتيموزتلي (بالإنجليزية: Atemoztli)‏ هو الشهر السادس عشر من تقويم الأزتيك [الإنجليزية]. وهو أيضًا مهرجان في ديانة الأزتيك مخصص لتلالوك وتلالوكان.